# Perehińsko
Perehińsko (ukr. Перегінське, Perehinśke) – osiedle typu miejskiego w rejonie rożniatowskim obwodu iwanofrankowskiego

## Historia
Wieś założona w 1292. Wieś prawa wołoskiego, położona była na początku XVI wieku w ziemi lwowskiej województwa ruskiego. 
W II Rzeczypospolitej miejscowość była siedzibą gminy wiejskiej Perehińsko w powiecie dolińskim województwa stanisławowskiego. Pod koniec 1937 w Perehińsku poświęcono pomnik na mogile poległych legionistów z 2 pułku piechoty.
W Perehińsku urodził się płk August Gustaw Tysowski.

## Zabytki
- zamek[4]